# Зибрановка
Зибрановка (укр. Зібранівка) — село в Заболотовской поселковой общине Коломыйского района Ивано-Франковской области Украины.
Население по переписи 2001 года составляло 756 человек. Занимает площадь 39,5 км². Почтовый индекс — 78324. Телефонный код — 3476.